# Lisiny (przystanek kolejowy)
Lisiny – zlikwidowany przystanek kolei wąskotorowej (Kołobrzeska Kolej Wąskotorowa) w Lisinach, w województwie zachodniopomorskim, w Polsce.